# Reinier Saris van der Gronden
Reinier Saris van der Gronden (Zwolle, 31 oktober 1788 - aldaar, 8 mei 1845) was een Nederlands rechter en politicus.
Van der Gronden was een Zwolse notabele, die een loopbaan als rechter combineerde met het lidmaatschap van de Tweede Kamer. Hij was in zijn woonplaats advocaat en raadslid. Was voor hij Kamerlid werd tevens enige jaren burgemeester van twee plattelandsgemeenten. Hij behoorde in de Kamer tot de leden die kritisch waren over de financiële politiek van de regering.
- Biografisch Portaal: 36994913
- International Standard Name Identifier: 0000 0003 9114 7894
- Nederlandse Thesaurus van Auteursnamen: 070681406
- Parlement.com: vg09llr5fyyg
- Virtual International Authority File: 284948631
- WorldCat: E39PBJqFK6P6BQHqHWYCFQr6rq